# Грегорі Баркер
Гре́горі Леонард Джордж «Грег» Ба́ркер (англ. Gregory Leonard George «Greg» Barker; нар. 8 березня 1966, Вертінг, Західний Сассекс, Англія) — британський політик-консерватор.
Баркер вивчав історію та політику у Лондонському університеті. Він працював у Центрі політичних досліджень і був директором у рекламній компанії DARIS, з 2001 по 2015 представляв виборчій округ Bexhill and Battle у парламенті.
Відкритий гей.